# Lacinipolia marinitincta
Lacinipolia marinitincta là một loài bướm đêm trong họ Noctuidae.